# 163rd Street-Amsterdam Avenue
163rd Street-Amsterdam Avenue è una fermata della metropolitana di New York situata sulla linea IND Eighth Avenue. Nel 2019 è stata utilizzata da 1 390 312 passeggeri. È servita dalla linea C sempre tranne di notte, quando è sostituita dalla linea A.

## Storia
La stazione fu aperta il 10 settembre 1932. È stata ristrutturata tra marzo e settembre 2018.

## Strutture e impianti
La stazione è sotterranea, ha due banchine laterali e due binari. È posta al di sotto di St. Nicholas Avenue e il mezzanino possiede tre ingressi, uno all'incrocio con 161st Street, uno all'incrocio con Amsterdam Avenue e uno all'interno dell'edificio con indirizzo 1033 St. Nicholas Avenue.

## Interscambi
La stazione è servita da alcune autolinee gestite da NYCT Bus.
- Fermata autobus